# USAA
United Services Automobile Association (USAA) — группа компаний диверсифицированных финансовых услуг. Базируется в штате Техас. Регулируется Техасским Департаментом страхования. Предлагает банковские услуги, инвестиции и страхование для людей и семей, которые служат или служили в вооруженных силах Соединенных Штатов. В конце 2015 года насчитывалось 11,4 миллиона членов.
USAA была основана в 1922 году группой офицеров армии США в качестве механизма для взаимного страхования, когда они были не в состоянии обеспечить страхование авто из-за того, что будучи военнослужащими считались группой высокого риска. С тех пор USAA расширила перечень предоставляемых услуг для прошлых и нынешних членов Вооруженных Сил, солдат и офицеров, а также их ближайших родственников.
Компания была одним из пионеров прямого маркетинга и большую часть своего бизнеса осуществляет через Интернет или по телефону с помощью сотрудников вместо агентов.

## История
Организация была основана 25 офицерами армии США 22 июня 1922 года и первоначально называлась United States Army Automobile Association (Ассоциация автомобилистов сухопутных войск США). В 1924 году название было изменено на United Services Automobile Association, когда офицеры других родов войск США получили право на членство. Первое отделение вне Техаса было открыто во Франкфурте в 1952 году, лондонское отделение начало работу в 1962 году.
USAA является пионером концепции прямого маркетинга; большая часть взаимодействия с клиентами осуществляется через Интернет или по телефону сотрудниками (а не страховыми агентами). До 1960-х годов большая часть бизнеса проводилась по почте. В конце 1960-х годов, USAA начал переход от почты на продажи и обслуживание по телефону. Бесплатный номер был запущен в 1978 году, обслуживание и продажи через интернет были начаты в 1999 году через свой веб-сайт.
В 1960-е годы организация начала предлагать страхование недвижимости и страхование жизни, в 1970-е годы брокерские и инвестиционные услуги, в 1980-е годы — банковские услуги.
USAA предложил ограниченное членство гражданским лицам в период с сентября 2009 по август 2013 года. Это членство обеспечило доступ к большинству продуктов USAA за исключением автострахования и страхования имущества.
В 2020 году инвестиционное подразделение за 1,8 млрд долларов было продано Charles Schwab Corporation; таким образом с 2020 года активы ассоциации находятся под управлением сторонней компании.

## Деятельность
Выручка за 2020 год составила 36,3 млрд долларов, из них 25,4 млрд пришлось на страховые премии, 3,6 млрд на инвестиционный доход, 4,4 млрд на чистый доход от банковской деятельности, 0,4 млрд на операции с недвижимостью. Страховые выплаты составили 18,8 млрд долларов. Активы на конец года составили 200 млрд, из них 128 млрд пришлось на инвестиции в ценные бумаги, 40 млрд на выданные кредиты. Принятые банковские депозиты составили 98 млрд долларов.
Деятельность в Европе осуществляется через дочернюю компанию USAA Limited, штаб-квартира которой расположена в Лондоне (имеется промежуточная структура USAA International Services SARL, зарегистрированная в Люксембурге). Компания занимается автострахованием и другим страхованием имущества, основные рынки — Великобритания, Германия, Италия, Испания, Бельгия и Нидерланды, также работает во Франции, Португалии и Греции. Страховые премии за 2020 год составили 15,3 млн фунтов.
Основные направления деятельности:
- страхование — USAA предлагает своим членам широкий выбор страховых услуг, включая страхование личного имущества, автострахование автомобиля, страхование жизни и аннуитет[8].
- Банкинг — банковские услуги предоставляет USAA Federal Savings Bank, основанный 30 декабря 1983 года. Он имеет единственное отделение в Сан-Антонио, штат Техас, в других регионах работают финансовые центры обслуживания[9].

## Целевой рынок
USAA обслуживает военнослужащих США и членов их семей. Членство в USAA предлагается для солдат и офицеров, в том числе находящимся на действительной военной службе, служащим Национальной гвардии и Резерва и всем тем, кто служил в вышеуказанных категориях, и кто вышел на пенсию. Дети членов USAA также имеют право на покупку страховых продуктов P&C USAA, бывшие члены USAA могут возобновить членство в любое время (без возрастных ограничений).
Исторически сложилось, что только военные США и некоторые сотрудники федеральных органов имели право присоединиться к USAA, потомки членов USAA имеют возможность приобрести страховку от USAA-CIC. В 1973 году членство было открыто для членов Национальной гвардии и Резерва, а в 1996 году, право было расширено до всех членов вооруженных сил. В 2008 году USAA расширила членское право всем военнослужащим и пенсионерам, а также всем ветеранам. В ноябре 2009 года USAA расширила квалификационные требования, чтобы предложить покрытие для тех, кто когда-либо отслужил с почётом в американских войсках.

## Различная информация
Штаб-квартира USAA находится в северо-западной части Сан-Антонио, штат Техас, и занимает 116 га, размер штаб-квартиры USAA превышает размер Пентагона.
Помимо своей штаб-квартиры в Сан-Антонио, USAA имеет второй главный офис в городе Финикс, штат Аризона, и другие офисы: Колорадо-Спрингс, Колорадо; Норфолк, Вирджиния; Тампа, штат Флорида; Хайлэнд Фоллс, Нью-Йорк; Лондон, Англия; Франкфурт, Германия; Плейно, штат Техас.
Компания также управляет финансовыми центрами в: Аннаполисе, штат Мэриленд; Арлингтоне, Вирджиния; Кларксвилле, Теннесси; Колорадо-Спрингс, Колорадо; Колумбусе, штат Джорджия; Эль-Пасо, штат Техас; Фейетвилле, Северная Каролина; Хайлэнд Фоллс, Нью-Йорк; Джэксонвилле, штат Северная Каролина; Джанкшен, Канзас; Киллин, штат Техас; Ошенсайд, Калифорния; Сан-Антонио, штат Техас; Сан-Диего, Калифорния; Вирджиния-Бич, Вирджиния и Вашингтон, округ Колумбия.

### Надзор
USAA подлежит страховому регулированию и экспертизе со стороны государственных регулирующих органов, таких как: Комиссия по ценным бумагам и биржам, Федеральная торговая комиссия, Управление контролера денежного обращения, Федеральная корпорация по страхованию вкладов (США). Финансовые отчёты USAA проверяются аудиторами Ernst & Young.